# Francesca Forrellad
Francesca Forrellad i Miquel (Sabadell, 17 de mayo de 1927 - 2 de marzo de 2013) fue una escritora en lengua catalana española, hermana gemela de Lluïsa Forrellad.
En 1949 escribió L'esperat, un texto dramatúrgico en verso que trataba del misterio de Navidad. Dos años más tarde, en 1951, el Cuadro Escénico de la Purísima estrenó su segunda obra de teatro, Ponç Pilat, una versión de la Pasión, que tuvo un gran éxito en Sabadell. Como escritora, Forrellad no volvió a publicar ningún texto hasta 2009, a los 81 años, con su primera novela, La vostra sang, basada en la vida de Wifredo el Velloso y escrita después de veinte años de documentarse.